# 隆教畲族乡
隆教畲族乡是中华人民共和国福建省漳州市龙海区下辖的一个民族乡。

## 行政区划
隆教畲族乡下辖以下村级行政区划单位：
海星社区、白塘村、新厝村、红星村、关头村、镇海村、流会村、白坑村、黄坑村、径内村和新村。